# Isabelle Eberhardt
Isabelle Eberhardt (Ginebra, Suiza,17 de febrero de 1877-Aïn Séfra, Argelia, 21 de octubre de 1904) fue una exploradora y escritora suiza que vivió y viajó por el Norte de África. Para su época, era una persona libre que rechazaba la moral europea, que seguía su propio camino en el Islam y que escribió varios libros de sus viajes por África. Murió en una inundación repentina en el desierto a la edad de 27 años.

## Antecedentes y viaje a África
Eberhardt nació en Ginebra (Suiza), hija de Nathalie Moerder (de soltera Eberhardt) y su amante Alexandre Trophimowsky, un ex sacerdote anarquista originario de Armenia. La madre de Isabelle, Nathalie, estuvo casada y fue la viuda del senador Pavel Karlovitch de Moerder, quien mantenía conexiones con el imperio. Después de darle dos niños y una niña, viajó a Suiza para descansar, llevándose consigo a su hijastro, sus otros hijos y su tutor Trophimowsky. Dio a luz otra vez poco después de llegar a Ginebra al medio hermano de Isabelle, Augustin, y cuatro meses más tarde le llegó la noticia de que su esposo había muerto de un ataque al corazón. Nathalie decide quedarse en Suiza. Cuatro años después nace Isabelle y es registrada como hija "ilegítima" para evitar reconocer la paternidad del tutor.
A pesar de esto, Isabelle fue educada adecuadamente. Era fluida en francés y hablaba ruso, alemán e italiano. Aprendió latín y griego, estudió árabe clásico además de leer el Corán con su padre; se volvió fluida en el arábigo gracias a todo esto. Desde muy temprana edad prefería vestirse como un hombre para disfrutar la libertad que esto le permitía.
En 1888 su medio hermano Augustin se fue a la Legión Extranjera Francesa y fue asignado a Argelia. Esto despertó el interés de Isabelle por el Oriente y empezó a aprender árabe. Su primer viaje al norte de África fue con su madre en mayo de 1897. Si bien planeaban reunirse con Augustin, también estaban considerando empezar una nueva vida allí y convertirse al islam, cumpliendo así un antiguo sueño. Sin embargo, su madre murió repentinamente en Annaba y fue enterrada allí bajo el nombre de Fatma Mannoubia.
Trophimowsky (padre de Isabelle) murió en Ginebra en 1899 de cáncer de garganta, cuidado por Isabelle, a lo que siguió el suicidio de su medio hermano, Vladimir, y el matrimonio de Augustin con una mujer francesa, con la que Isabelle no tenía nada en común (ella escribe: «Augustín está de una vez por todas dirigido en los caminos trillados de la vida»), por lo que se cortan todos los vínculos de su vida anterior. De aquí en adelante, como describe en sus diarios, Isabelle Eberhardt pasa el resto de su vida en África, explorando el desierto y haciendo del norte de Argelia su nuevo hogar.

## Viajes espirituales
Vestida como hombre y haciéndose llamar Si Mahmoud Essadi, Eberhardt se sumerge en la cultura árabe con una libertad que de otra forma no hubiera conocido. Se convierte al islam, lo que considera su verdadero objetivo en la vida.
En sus viajes hace contacto con una orden sufí, la Qadiriyya, que estaba dedicada a ayudar a los pobres y necesitados al mismo tiempo que luchaban contra las injusticias del régimen colonial. A principios de 1901, fue atacada en Behima por un hombre con un sable, en un aparente intento de asesinarla, dejándola casi sin un brazo. Más tarde perdonó al hombre y le salvó de ser ejecutado. Se casó con Slimane Ehnni, un soldado argelino, en Marsella el 17 de octubre de 1901.
En 21 de octubre de 1904, Eberhardt murió en una inundación en Aïn Séfra (Argelia). Al reunirse con su marido después de estar separada un largo tiempo, alquiló una casa para la ocasión. La casa, construida de arcilla, se derrumbó sobre la pareja durante la inundación; su marido fue arrastrado pero sobrevivió. Fue enterrada de acuerdo a los ritos del Islam en Aïn Séfra. Slimane Ehnni murió en 1907.

## Publicaciones
Isabelle escribió sobre sus viajes en muchos libros y periódicos franceses, como Nouvelles Algériennes ("Historias cortas argelinas") (1905), Dans l'Ombre Chaude de l'Islam ("En la cálida sombra del Islam") (1906) y Les journaliers ("Los jornaleros") (1922). Trabajó como reportera de guerra en el sur de Orán en 1903.
- Notes de route: Maroc-Algérie-Tunisie, editó Victor Barrucand (Paris: Fasquelle, 1908)

- Au Pays des sables (Bône, Algeria: Em. Thomas, 1914)

- Pages d'Islam, ed. Barrucand (Paris: Fasquelle, 1920)

- Trimardeur, Eberhardt & Barrucand (Paris: Fasquelle, 1922)

- Mes journaliers; précédés de la Vie tragique de la bonne nomade par René-Louis Doyon (Paris: La Connaissance, 1923). En español: Diarios de una nómada apasionada (La Línea del Horizonte, 2018)

- Amara le forçat; L'anarchiste: Nouvelles inédites, prefacio Doyon (Abbeville: Frédéric Paillard, 1923)

- Contes et paysages, prefacio Doyon (Paris: La Connaissance, 1925)

- Yasmina et autres nouvelles algériennes, editó Marie-Odile Delacour & Jean-René Huleu (Paris: Liana Levi, 1986)

- Ecrits sur le sable (Paris: Éditions Grasset, 1988)

- Rakhil: Roman inédit, prefacio Danièle Masse (Paris: La Boîte à documents, 1990)

- Un voyage oriental: Sud Oranais, editó Marie-Odile Delacour and Jean-René Huleu (Paris: Le Livre de poche, 1991)

- Amours nomades (Paris: Éditions Gallimard, 2003)

## Cultura
Eberhardt fue interpretada por Mathilda May en la película de 1991 Isabelle Eberhardt, que coprotagonizó Peter O'Toole como un oficial colonial francés.
En 24 de febrero de 2012, una ópera compuesta por Missy Mazzoli, Canción desde el alboroto: La vida y muerte de Isabelle Eberhardt, se estrenó en la ciudad de Nueva York.
Isabelle Eberhardt es mencionada en una canción de Jolie Holland «Old Fashioned Morphine», que aparece en su segundo álbum, Escondida.
Timberlake Wertenbaker escribió la obra de teatro New Anatomies sobre Isabelle Eberhardt.
Visions Of Isabelle por William Bayer es un relato de ficción sobre la vida de Isabelle Eberhardt.

## Otras lecturas
- Eberhardt, Isabelle, Amours Nomades (ed. Joëlle Losfeld), 2003. ISBN 2-84412-155-1. Contiene una biografía.
- Eberhardt, Isabelle, The Nomad: The Diaries of Isabelle Eberhardt (trans. Nina de Voogd; ed. Elizabeth Kershaw), con una introducción de Annette Kobak. Londres: Summersdale Travel, 2002. ISBN 1-84024-140-3
- Eberhardt, Isabelle, "The Oblivion Seekers & other writings" (traducción Paul Bowles), City LIghts [San Francisco], 1975. ISBN 0-087286-082-5
- Lorcin, Patricia M. E. (2012). Historicizing colonial nostalgia: European women's narratives of Algeria and Kenya 1900–present (en inglés). Nueva York: Palgrave Macmillan. ISBN 9780230338654.